# کویلیسما
کویلیسما ("شمال شرقی فنلاند") زیرمجموعه‌ای از اوستروبوتنیای شمالی و یکی از ناحیه‌ها در فنلاند از سال ۲۰۰۹ است.

## شهرداری‌ها
| نشان ملی             | شهرداری               |
| -------------------- | --------------------- |
| Kuusamon vaakuna     | کوسامو (شهر)          |
| Taivalkosken vaakuna | تایوالکوسکی (شهرداری) |

## منطقه جغرافیایی
کویلیسما همچنین یک منطقه جغرافیایی است که شامل کوسامو، تایوالکسکی، پسیو و پوداس‌یروی است. گاهی اوقات رانوآ و اولیکیمینکی نیز شامل این منطقه می‌شود (که در سال ۲۰۰۹ در اولو ادغام شد).